# تپه مزار سون هوش
تپه مزار سون هوش مربوط به دوره ساسانیان - دوران‌های تاریخی پس از اسلام است و در شهرستان تویسرکان، بخش قلقل رود، روستای هوش واقع شده و این اثر در تاریخ ۲۴ اسفند ۱۳۸۳ با شمارهٔ ثبت ۱۱۴۲۴ به‌عنوان یکی از آثار ملی ایران به ثبت رسیده است.